# Autobahn Yinchuan–Kunming
Die Autobahn Yinchuan–Kunming oder Yinkun-Autobahn (chinesisch 银昆高速公路, Pinyin Yínkūn gāosù gōnglù, englisch Yinkun Expressway), chinesische Abkürzung G85, ist eine Autobahn in China, die von der Stadt Ningxia über die Provinz Gansu, Shaanxi, Chongqing, Sichuan nach Kunming in der Provinz Yunnan verläuft. Die Autobahn wird nach Fertigstellung eine Länge von 2322 Kilometern erreichen. Auf der Karte rechts ist die von Kunming an die Grenze von Laos verlaufende Autobahn G8511 als südlicher Verlängerung ebenfalls hervorgehoben.